# L'ultimo testimone (romanzo)
L'ultimo testimone è un romanzo giallo di Simon Scarrow, pubblicato in Italia nel maggio del 2018 dalla casa editrice Newton Compton.
È il primo romanzo giallo di Simon Scarrow, dopo ben 36 romanzi storici.

## Trama

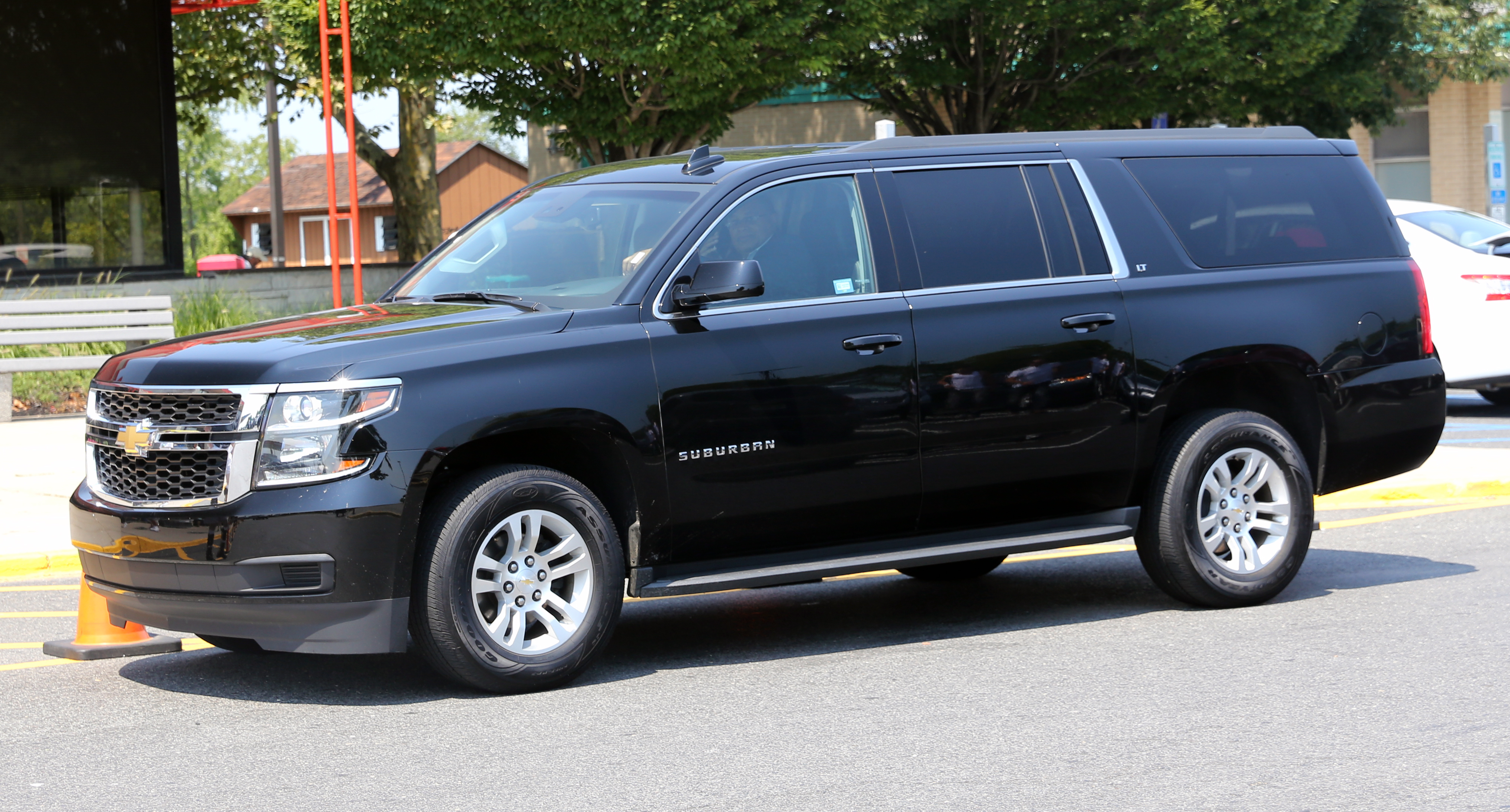
Una Chevrolet Suburban, l'auto dell'agente Owen Malinski

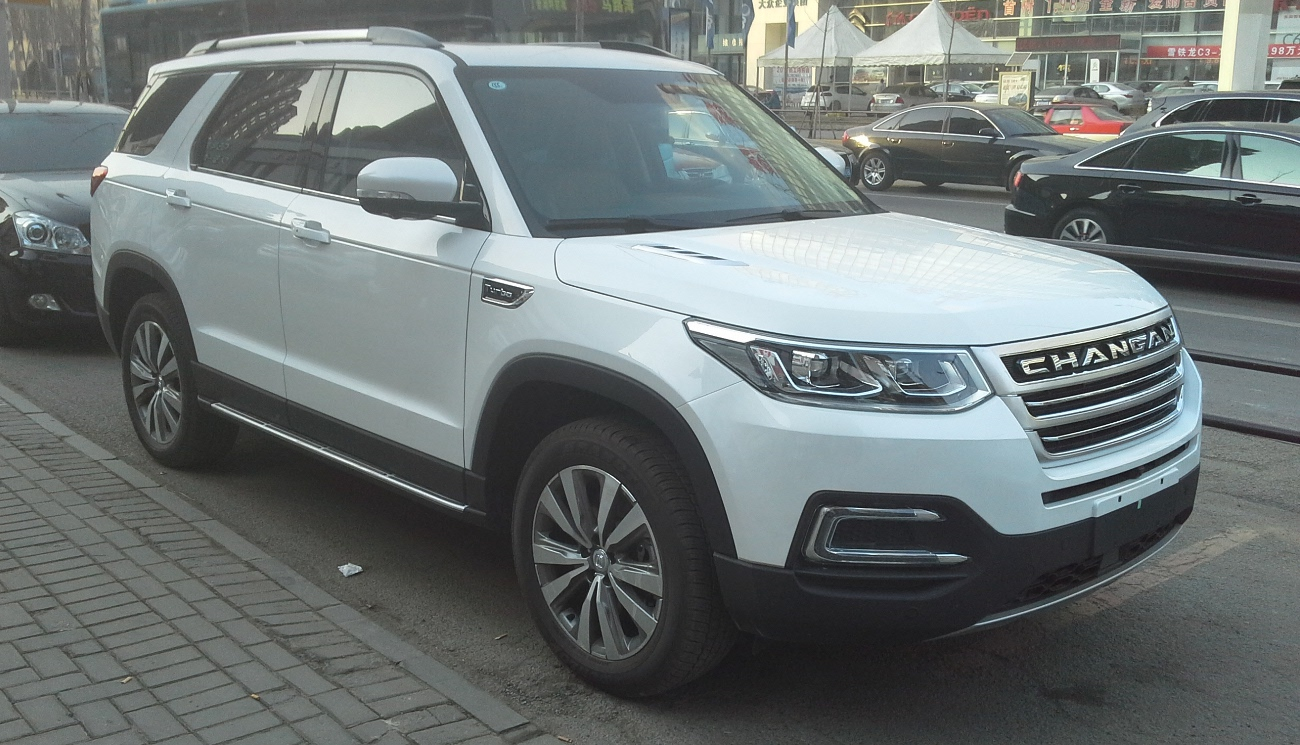
Una Chang'an CS95, l'auto dell'agente Rose Blake

Stemma dell'FBI

Stemma di Palo Alto

L'agente speciale dell'FBI Rose Blake è tormentata dai sensi di colpa per il fallimento della sua missione sotto copertura. Non riesce a dimenticare i ricordi dell'incontro con il serial killer Shane Koening, assassino dall'intelligenza al di fuori del comune. Rose teme che a breve possa tornare ad uccidere, ma gli viene assegnato un nuovo caso, riguardante un uomo arso vivo che le sembra l'ideale per distrarsi.
Durante una cena di famiglia Rose viene chiamata dal suo superiore, l'Agente Speciale Flora Baptiste, che le ordina di recarsi immediatamente sulla scena di un delitto avvenuto a Palo Alto. Dopo qualche vano tentativo di rimandare, visto il momento conviviale che dovrebbe bruscamente interrompere, Rose saluta i suoi familiari e, a bordo della sua auto Chang'an, si reca velocemente a Palo Alto.
La scena del crimine è molto particolare, un uomo arso vivo seduto alla sua scrivania. Le indagini portate avanti da Rose cominciano a raffigurare un delitto abbastanza intricato, Gary Coulter è morto arso vivo mentre indossava una tuta tecnologica per la realtà virtuale. Inoltre vengono ritrovati numerosi segni di tortura sul suo corpo, ma le immagini delle camere di sorveglianza non rilevano alcun ingresso o uscita dalla sua casa prima e dopo l'omicidio. 
La ditta per cui Coulter lavorava si appella al top secret per non rivelare troppe informazioni sul suo ex dipendente, l'unica cosa che Rose riesce a sapere è che era stato da poco allontanato dal posto di lavoro per furto.
Contemporaneamente il Dipartimento di Stato contatta l'FBI per sapere a che punto sono le indagini ed informa gli agenti che Coulter faceva parte di un progetto top secret del governo per lo sviluppo di tecnologie militari. 
Anche il medico legale Arthur Benfield conferma che la vittima ha subito delle torture immediatamente prima di morire.
Nel frattempo l'agente speciale dell'FBI Owen Malinsky arresta, dopo una lunga ricerca ed un rocambolesco inseguimento a bordo della sua Chevrolet Suburban, l'hacker che si fa chiamare DarkChild.
Rose si reca al funerale di Coulter nella speranza di incontrare qualcuno che lo conosceva. Nota un tale dal fare sospetto, che si presenta come Sebastian Shaw, e lo ferma per fargli qualche domanda. Shaw le conferma che Coulter aveva rubato in azienda un prototipo della tuta. Diventa reticente a rivelare altro e si allontana velocemente dicendole di informarsi sul progetto Diva.
Dopo qualche giorno Rose viene allertata in quanto Shaw è stato trovato morto in una situazione analoga a quella di Coulter: ha indosso una tuta per la realtà virtuale ed ha tutto il corpo ridotto in poltiglia come se gli avessero frantumato tutte le ossa.
Rose e l'FBI continuano le indagini ormai convinti che vi sia la mano di un serial killer, probabilmente Koening.
All'improvviso avviene un terzo omicidio con una macchina che sbanda e finisce fuori strada. A questo punto Rose viene contattata da Koening che vantandosi dei tre omicidi la invita ad un chiarimento on line. Rose accetta per poi scoprire che il suo interlocutore non è Koening ma un'entità artificiale creata da Coulter per soddisfare tutti i suoi più bassi istinti.
Avendo raggiunto un altissimo livello di auto-sviluppo l'entità si sta vendicando ed uccidendo tutti coloro che utilizzano le tute per pratiche sessuali. Il prossimo dovrebbe essere Jeff, il marito di Rose, che a sua insaputa ha acquistato una tuta e la sta provando. Rose riesce a convincere l'entità a lasciare libero il marito e approfitta delle nuove conoscenze per tentare di incastrare definitivamente Koening.

## Personaggi
- Rose Blake: Agente Speciale dell'FBI. 39 anni.
- Shane Koening: Serial Killer.
- Flora Baptiste: Agente Speciale dell'FBI. 50 anni.
- Harry Carson: Padre di Rose. Sergente Istruttore dei Marine in pensione. 72 anni.
- Scarlett Carson: Sorella di Rose. Agente Immobiliare. 33 anni.
- Robbie Blake: Figlio di Rose. 14 anni.
- Jeff Blake: Marito di Rose. 42 anni.
- Gary Coulter: Deceduto arso vivo indossando una tuta tecnologica.
- Owen Malinski: Agente Speciale dell'FBI.
- Arthur Benfield: Medico legale dell'FBI.

## Edizioni
- Simon Scarrow, L'ultimo testimone, traduzione di Giulio Silvano, collana Nuova Narrativa Newton, Newton Compton, 24 maggio 2018,  p. 432, ISBN 978-88-227-1579-1.
- Simon Scarrow, L'ultimo testimone, traduzione di Giulio Silvano, collana Gli Insuperabili Gold, Newton Compton, 27 febbraio 2020,  p. 417, ISBN 978-88-227-3463-1.

## Storia editoriale
Il libro è stato tradotto in sei lingue: ceco, italiano, portoghese, sloveno, spagnolo e ungherese.